# Takbox
En takbox är en form av lastlåda som förankras med hjälp av takräcken på en personbil i syfte att ge extra förvaringsutrymme för bagage och utrustning.

## Historia
Den första takboxen, Skiline, lanserades 1968 av Forsman Armerad Plast AB i Strängnäs, Södermanland. Som namnet antyder var Skiline i första hand avsedd för transport av skidutrustning. Uppföljaren Packline fördes ut på marknaden 1971 och såldes i tre olika utföranden (60, 90, 115). Både Skiline och Packline tillverkades av glasfiberarmerad polyesterplast vid fabriken i Strängnäs. 1995-talet köptes varumärket upp av det den norska koncernen HTS och sedan dess går alla deras takboxar under namnet Packline.